# Oriol Vergés i Mundó
Oriol Vergés i Mundó (Barcelona, 21 d'abril de 1939) és un escriptor i mestre català.

## Biografia
Va créixer envoltat d'estímuls de caràcter humanista i pedagògic, ja que el seu pare, Josep Vergés i Fàbregas, era professor d'història de la cultura a l'Escola de Bibliotecàries de la Mancomunitat, catedràtic de llatí a l'Institut-Escola de la Generalitat de Catalunya, i va editar i traduir diverses obres dels clàssics grecs i llatins.
Estudiava a l'escola del mateix barri, on excepcionalment per l'època, s'aplicava el mètode Montessori. Més tard entra a la Universitat de Barcelona, on es llicencia en Geografia i Història. L'any 1965 comença la seva carrera docent impartint classes de geografia i història a l'escola superior. Va ser director durant cinc anys, del cicle de batxillerat de l'Escola Proa, de la Bordeta, en l'arrencada d'aquest centre educatiu català i d'educació activa. Dos anys més tard inicia l'aventura editorial a partir d'una proposta de l'editorial Tàber, i publica els dos volums de Barcelona. Van aconseguir de publicar una Història dels Països Catalans, i es va iniciar com a autor amb dos volums de la Història de Barcelona per a nens.
Publica Arrel (1968), la seva primera història de Catalunya, que és considerada innovadora per a la seva interpretació socioeconòmica dels fenòmens geogràfics i històrics. Posteriorment escriu una novel·la amb fons històric adreçada a un públic juvenil. D'aquesta iniciativa sorgeixen Un català a la Manigua (1976) i La ciutat sense muralles (1978), premi Folch i Torres del 1977. També publica les novel·les juvenils L'abat Oliba (1976), que obté el premi Crítica Serra d'Or de literatura infantil i juvenil del 1977, El superfenòmen (1979), premi Joaquim Ruyra del 1978, El superexecutiu (1978), premi Crítica Serra d'Or de literatura infantil i juvenil del 1979 i El superordinador (1980), títols de caràcter satíric on l'autor desmitifica els herois moderns i ironitza amb la societat de consum.
Empès per l'èxit d'aquests títols, comença la col·lecció "Les arrels. L'aventura i la història", editada per Publicacions de l'Abadia de Montserrat a la dècada de 1980 i que conté 23 volums de novel·les infantils i juvenils, amenes i rigoroses, on repassa la història de Catalunya des de l'edat mitjana fins a la Guerra Civil espanyola, i que obté novament el premi Crítica Serra d'Or de literatura infantil i juvenil, l'any 1985.
Durant anys compagina la feina de professor amb la d'escriptor. El contacte directe amb el jovent, a través de les seves classes i dels seus quatre fills, li permet conèixer de primera mà quins són els seus interessos i motivacions. Una constant en la seva obra és la transmissió d'una voluntat d'arrelament al país, de respecte i d'interès cap al passat, no només com a font de coneixement sinó com a base de la pròpia configuració d'un poble. Al mateix temps tracta sobre conflictes socials i familiars, i els problemes i friccions que es generen entre el món jove i adolescent i el món adult, amb títols com Quin curs el meu tercer! (1986), o Mònica, la de COU (1987).

## Obres destacades
- La ciutat sense muralles (1978): novel·la històrica ambientada al segle XIX
- El superfenomen (1979): la vida d'una estrella del futbol, sobre els perills de la fama
- Sinda, l'elefant amic (1986): les aventures d'un elefant, diriges a primers lectors
- Quin curs el meu tercer! (1986): les vivències d'un noi de 17 anys a l'escola i amb els amics
- Mònica, la de COU (1987): versió femenina de l'anterior

## Premis
- 1977 Premi Crítica Serra d'Or de Literatura Infantil i Juvenil per L'abat Oliba
- 1977 Premi Folch i Torres per La ciutat sense muralles
- 1978 Premi Joaquim Ruyra per El superfenomen
- 1979 Premi Crítica Serra d'Or de Literatura Infantil i Juvenil per El superexecutiu
- 1985 Premi Crítica Serra d'Or de Literatura Infantil i Juvenil per la col·lecció Les arrels
- 1989 Premi Crítica Serra d'Or de Literatura Infantil i Juvenil per la col·lecció Una vegada hi havia...